# Lădești
Lădești es una comuna ubicada en el distrito Vâlcea, Rumania.

## Superficie
Posee una superficie de 50,13 kilómetros cuadrados.

## Demografía
Hasta 2021 la población era de 1563 habitantes, con una densidad de población de 31,18 habitantes por kilómetro cuadrado.